# Juriniopsis adusta
Juriniopsis adusta är en tvåvingeart som först beskrevs av Wulp 1890.  Juriniopsis adusta ingår i släktet Juriniopsis och familjen parasitflugor. Inga underarter finns listade i Catalogue of Life.